# ビル・ジャスティス (音楽家)
ビル・ジャスティス（Bill Justis、1926年10月14日 – 1982年7月15日）は、アメリカ合衆国の先駆的なロックンロール・ミュージシャン、作曲家、編曲者で、特に、グラミーの殿堂入り (Grammy Hall of Fame Award) を果たした1957年の楽曲「ローンチー (Raunchy)」で知られている。ソングライターとしてビル・エヴァレットとクレジットされることもある。

## 生涯
ジャスティスは、アラバマ州バーミングハムに生まれ、テネシー州メンフィスで育ち、地元の Christian Brothers College (high school department) で音楽を学び、ルイジアナ州ニューオリンズのテュレーン大学に進んだ。トランペットとサクソフォーンを演奏したジャスティスは、大学時代に地域のジャズ・バンドやダンス・バンドで演奏をしていた。1954年にメンフィスに帰郷し、やがてサム・フィリップスのサン・レコードに見出され、自分の曲の吹き込みを行なうとともに、ジェリー・リー・ルイス、ロイ・オービソン、ジョニー・キャッシュ、チャーリー・リッチ (Charlie Rich) などレーベルの所属アーティストたちのために編曲をするようになった。1957年11月にリリースされた彼の曲「ローンチー」は、ロックンロールのインストゥルメンタル曲としては初めてのヒット作となり、ジャスティス自身のバージョンが『ビルボード』誌のポップ・チャートで最高2位に達したほか、インペリアル・レコードから出たアーニー・フリーマンのバージョンや、ドット・レコード (Dot Records) から出たビリー・ヴォーンのバージョンもチャート入りした。この曲は全英シングルチャートでも最高11位まで上昇した。この曲は100万枚以上を売り上げて、ゴールドディスクと認定された。ジャスティスにはもう1作、全米チャートで42位まで浮上した「College Man」というヒット曲があった。
1961年にナッシュビルへ移り住んだジャスティスは、モニュエント・レコード (Monument Records) やマーキュリー・レコードなどのレーベルに所属していたポップとカントリー・ミュージックの両分野のミュージシャンたちのために、音楽プロデューサー、編曲者として働き、成功を収めた。1964年のエルヴィス・プレスリーの映画『キッスン・カズン (Kissin' Cousins)』のサウンドトラックでは、サクソフォーンを演奏しており、同年には、ボーカル・グループであるロニー&ザ・デイトナス (Ronny & the Daytonas) のマネジメントを引き受けた。
1963年には、「タムレ (Tamoure)」がオーストラリアでチャートの首位となった。この曲は、Billboard Hot 100 には入らなかった。1960年代はじめには、スマッシュ・レコード (Smash Records) から出した一連のインストゥルメンタル・アルバム（『Alley Cat/Green Onions』、『Telstar/The Lonely Bull』など）によって成功を収めた。レイ・スティーヴンス (Ray Stevens) を取り上げたTNNの特別番組『The Life and Times of Ray Stevens』では、1969年のスティーヴンスの百万枚を超える大ヒット曲「Gitarzan」について、この「gitarzan」というかばん語のフレーズをスティーヴンスに教えたのはジャスティスであったことが述べられた。
ジャスティスは、『トランザム7000 (Smokey and the Bandit)』や『グレートスタントマン』など、ハリウッド映画の音楽も書いた。
ジャスティスは、1982年に癌のためナッシュビルにおいて、55歳で死去し、メンフィスのメモリアル・パーク墓地 (Memorial Park Cemetery) に葬られた。